# Myrmeleon (Myrmeleon) punctatus
Myrmeleon (Myrmeleon) punctatus is een insect uit de familie van de mierenleeuwen (Myrmeleontidae), die tot de orde netvleugeligen (Neuroptera) behoort. 
Myrmeleon (Myrmeleon) punctatus is voor het eerst wetenschappelijk beschreven door Fabricius in 1787.